# Кункабаев, Камшыбек Бисенбаевич
Камшыбек Бисенбаевич Кункабаев (род. 18 ноября 1991, Кызылорда, Казахстан) — казахстанский боксёр-профессионал, выступающий в первой тяжёлой и в тяжёлой весовых категориях.
Заслуженный мастер спорта Казахстана, бронзовый призёр Олимпийских игр 2020 года, двукратный серебряный призёр чемпионата мира (2017, 2019), серебряный призёр Азиатских игр (2022), четырёхкратный серебряный призёр чемпионата Азии (2017, 2019, 2021, 2022), серебряный призёр Всемирных военных игр (2015), чемпион мира среди военнослужащих (2014), победитель международного турнира в Болгарии (2015), чемпион Спартакиады РК (2015), чемпион и призёр национального первенства в любителях.
Среди профессионалов действующий «золотой» чемпион по версии WBA Gold (2021—н.в.) и чемпион Азиатско-Тихоокеанского региона по версии WBO Asia Pacific (2021—н.в.) в 1-м тяжёлом весе
Лучшая позиция по рейтингу BoxRec — 43-я (ноябрь 2021) и является 1-м среди казахстанских боксёров первой тяжёлой весовой категории, а по рейтингам основных международных боксёрских организаций занимает 9-ю строчку рейтинга WBA и 36-ю строку рейтинга WBC, — уверенно входя в ТОП-45 лучших боксёров первого тяжёлого веса всего мира.

## Любительская карьера
Камшыбек занимается боксом с 9 класса (первый тренер — Сейтжан Токенов). Выступает в тяжелом весе (свыше 91 кг).
Состоит в штате национальной сборной Казахстана (и является её капитаном) и ЦСКА, на соревнованиях отстаивает цвета Вооруженных сил РК.
Тренируется в кызылординском Центре бокса «Тарлан» под руководством заслуженного тренера РК Галыма Байгундиева (другие тренеры — Жамиль Джусупов и Канат Кизатов).

### 2017 год
В феврале 2017 года завоевал бронзу в весе свыше 91 кг на представительном международном турнире «Странджа» проходившем в Софии (Болгария), в полуфинале проиграв болгарину Петару Белберову.
В мае 2017 года, в финале чемпионата Азии в Ташкенте уступил узбекистанскому боксёру Баходиру Джалолову. Но в августе 2017 года принял участие в чемпионате мира в Гамбурге, где в четвертьфинале взял реванш — победив Баходира Джалолова, после чего вышел финал где встретился с двукратным чемпионом мира из Азербайджана — Магомедрасулом Меджидовым, уступив ему в довольно равном бою, и в итоге став серебряным призёром чемпионата мира 2017 года.

### 2019 год
В сентябре 2019 года завоевал серебряную медаль на чемпионате мира в Екатеринбурге, в четвертьфинале уверенно победив по очкам (5:0) немецкого боксёра Нелви Тиафака, в полуфинале прошёл австралийца Джастиса Хани — по неявке спортсмена на ринг, но в финале уступил по очкам (0:5) опытному боксёру из Узбекистана Баходиру Жалолову.

### Олимпийские игры 2020 года
В марте 2020 года, в Аммане (Иордания) занял 4-е место на квалификационном турнире от Азии/Океании и прошёл квалификацию к Олимпиаде 2020 года.
И в июле 2021 года стал участником Олимпийских игр в Токио, где в 1/8 финала соревнований по очкам победил боксёра из Египта Юсри Хафеза, в четвертьфинале встретился в ринге с россиянином Иваном Верясовым, которого победил. В полуфинале уступил американцу Ричарду Торресу, завоевав бронзовую медаль игр. И получил за олимпийскую медаль государственный орден «Курмет».

### 2023 год
В мае 2023 года, в Ташкенте (Узбекистан) участвует на чемпионате мира в весе свыше 92 кг, где он в 1/16 финала соревнований по очкам раздельным решением судей (4:1) победил молодого российского боксёра Алексея Дронова, и теперь в 1/8 финала он встретится с сирийцем Мохаммадом Млайесом.

### Олимпийские игры 2024 года
В июле 2024 года стал участником Олимпийских игр в Париже, где в 1/8 финала соревнований проиграл боксёру из Испании Аюбу Гадфе раздельным решением судей.

## Профессиональная карьера
23 августа 2020 года дебютировал на профессиональном ринге в первом тяжёлом весе, сразу же победив техническим нокаутом во 2-м раунде опытного соотечественника Ису Акбербаева (20-1). По словам спортсмена, он решил провести пару боёв для подготовки к Олимпиаде в Токио, и подписал контракт с компанией MTK Kazakhstan.
27 февраля 2021 года в своём третьем профессиональном бою досрочно победил, путём отказа от продолжения боя после 6-го раунда, опытного узбека Сервера Емурлаева (23-1), и завоевал вакантный титул чемпиона Азиатско-Тихоокеанского региона по версии WBO Asia Pacific в 1-м тяжёлом весе.
11 декабря 2021 года в своём четвертом профессиональном бою победил по очкам (счёт: 70-62 — трижды), после технической остановки боя в 7-м раунда из-за рассечения у соперника полученного от случайного удара локтем, опытного британца Стивена Уорда (13-1), который в 5-м раунде побывал в нокдауне. И завоевал вакантный титул чемпиона мира по версии WBA Gold в 1-м тяжёлом весе.

## Статистика профессиональных боёв
В таблице перечислены результаты всех поединков боксёров.
В каждой строке указан результат поединка. Дополнительно номер поединка обозначен цветом, который обозначает итог поединка. Расшифровка обозначений и цветов представлена в нижеследующей таблице.
| Пример | Расшифровка                     |
| ------ | ------------------------------- |
|        | Победа                          |
|        | Ничья                           |
|        | Поражение                       |
|        | Планируемый поединок            |
|        | Поединок признан несостоявшимся |
| КО     | Нокаут                          |
| ТКО    | Технический нокаут              |
| PTS    | Решение судей (по очкам)        |
| UD     | Единогласное решение судей      |
| MD     | Решение большинства судей       |
| SD     | Раздельное решение судей        |
| RTD    | Отказ от продолжения боя        |
| DQ     | Дисквалификация                 |
| NC     | Поединок признан несостоявшимся |

| 5 поединков, 5 побед (4 нокаутом). | 5 поединков, 5 побед (4 нокаутом). | 5 поединков, 5 побед (4 нокаутом). | 5 поединков, 5 побед (4 нокаутом). | 5 поединков, 5 побед (4 нокаутом).                                                 | 5 поединков, 5 побед (4 нокаутом). | 5 поединков, 5 побед (4 нокаутом). | 5 поединков, 5 побед (4 нокаутом). |
| Бой                                | Рекорд                             | Дата боя                           | Соперник                           | Место проведения боя                                                               | Раундов, время                     | Дополнительно |                                    |
| ---------------------------------- | ---------------------------------- | ---------------------------------- | ---------------------------------- | ---------------------------------------------------------------------------------- | ---------------------------------- | --- | ---------------------------------- |
| 5                                  | 5-0                                | 25 марта 2022                      | Фаррух Джураев (6-5-1)             | ДСК им. Балуана Шолака, Алма-Ата, Казахстан                                        | TKO 2 (10), 1:02                   | |                                    |
| 4                                  | 4-0                                | 11 декабря 2021                    | Стивен Уорд (13-1)                 | Спорткомплекс ЦСКА, Алма-Ата, Казахстан                                            | TD 7 (10), 1:05                    | Завоевал вакантный титул «золотого» чемпиона мира по версии WBA Gold в 1-м тяжёлом весе. Счёт: 70-62 (трижды). В 5-м раунде Уорд побывал в нокдауне. |                                    |
| 3                                  | 3-0                                | 27 февраля 2021                    | Сервер Эмурлаев (23-1)             | Казахская академия транспорта и коммуникаций им. М.Тынышпаева, Алма-Ата, Казахстан | RTD 6 (10), 3:00                   | Завоевал вакантный титул чемпиона Азиатско-Тихоокеанского региона по версии WBO Asia Pacific в 1-м тяжёлом весе. Счёт: 60-54 (трижды).               |                                    |
| 2                                  | 2-0                                | 18 декабря 2020                    | Сергей Радченко (7-6)              | Казахская академия транспорта и коммуникаций им. М.Тынышпаева, Алма-Ата, Казахстан | RTD 4 (8), 3:00                    | Радченко в нокдауне в 4-м раунде. Счёт: 40-35 (трижды).                                                                                              |                                    |
| 1                                  | 1-0                                | 23 августа 2020                    | Иса Акбербаев (20-1)               | Казахская академия транспорта и коммуникаций им. М.Тынышпаева, Алма-Ата, Казахстан | TKO 2 (8), 2:24                    | Профессиональный дебют. |                                    |

## Награды
- Орден «Курмет» (13 августа 2021 года)[21]